# Jelica Pavličić
Jelica Pavličić mariée Štefancic (née le 4 février 1954 à Slunj) est une athlète croate ayant concouru sous les couleurs de la Yougoslavie, spécialiste du sprint, et plus particulièrement du 400 mètres. 
Elle détient toujours le record de Croatie sur 200 mètres avec 23 s 14 réalisés le 3 août 1974 à Sofia.

## Biographie
Elle participe aux Jeux olympiques de 1976 sur 400 mètres, mais ne passe pas le premier tour.

### Palmarès
| Date | Compétition                    | Lieu            | Résultat | Épreuve   | Performance |
| ---- | ------------------------------ | --------------- | -------- | --------- | ----------- |
| 1974 | Championnats d'Europe en salle | Göteborg        | 1re      | 400 m     | 52 s 64     |
| 1975 | Jeux méditerranéens            | Alger           | 2e       | 100 m     | 11 s 80     |
| 1975 | Jeux méditerranéens            | Alger           | 1re      | 400 m     | 52 s 54     |
| 1975 | Universiade d'été              | Rome            | 3e       | 200 m     | 23 s 78     |
| 1975 | Universiade d'été              | Rome            | 3e       | 400 m     | 52 s 50     |
| 1975 | Universiade d'été              | Rome            | 2e       | 4 × 100 m | 45 s 44     |
| 1976 | Championnats d'Europe en salle | Munich          | 2e       | 400 m     | 52 s 47     |
| 1977 | Championnats d'Europe en salle | Saint-Sébastien | 3e       | 400 m     | 53 s 49     |
| 1979 | Jeux méditerranéens            | Split           | 1re      | 400 m     | 52 s 96     |

### Records
| Épreuve    | Performance  | Lieu   | Date          |
| ---------- | ------------ | ------ | ------------- |
| 100 mètres | 11 s 1       | Zagreb | 1er juin 1975 |
| 200 mètres | 23 s 14 (NR) | Sofia  | 3 août 1974   |
| 400 mètres | 50 s 98      | Sofia  | 3 août 1974   |